# 12782 Mauersberger
12782 Mauersberger este un asteroid din centura principală de asteroizi.

## Descriere
12782 Mauersberger este un asteroid din centura principală de asteroizi. A fost descoperit pe 5 martie 1995 la Tautenburg de Freimut Börngen. Asteroidul prezintă o orbită caracterizată de o semiaxă mare de 3,15 ua, o excentricitate de 0,13 și o înclinație de 6,6° în raport cu ecliptica.